# سهل الغرب

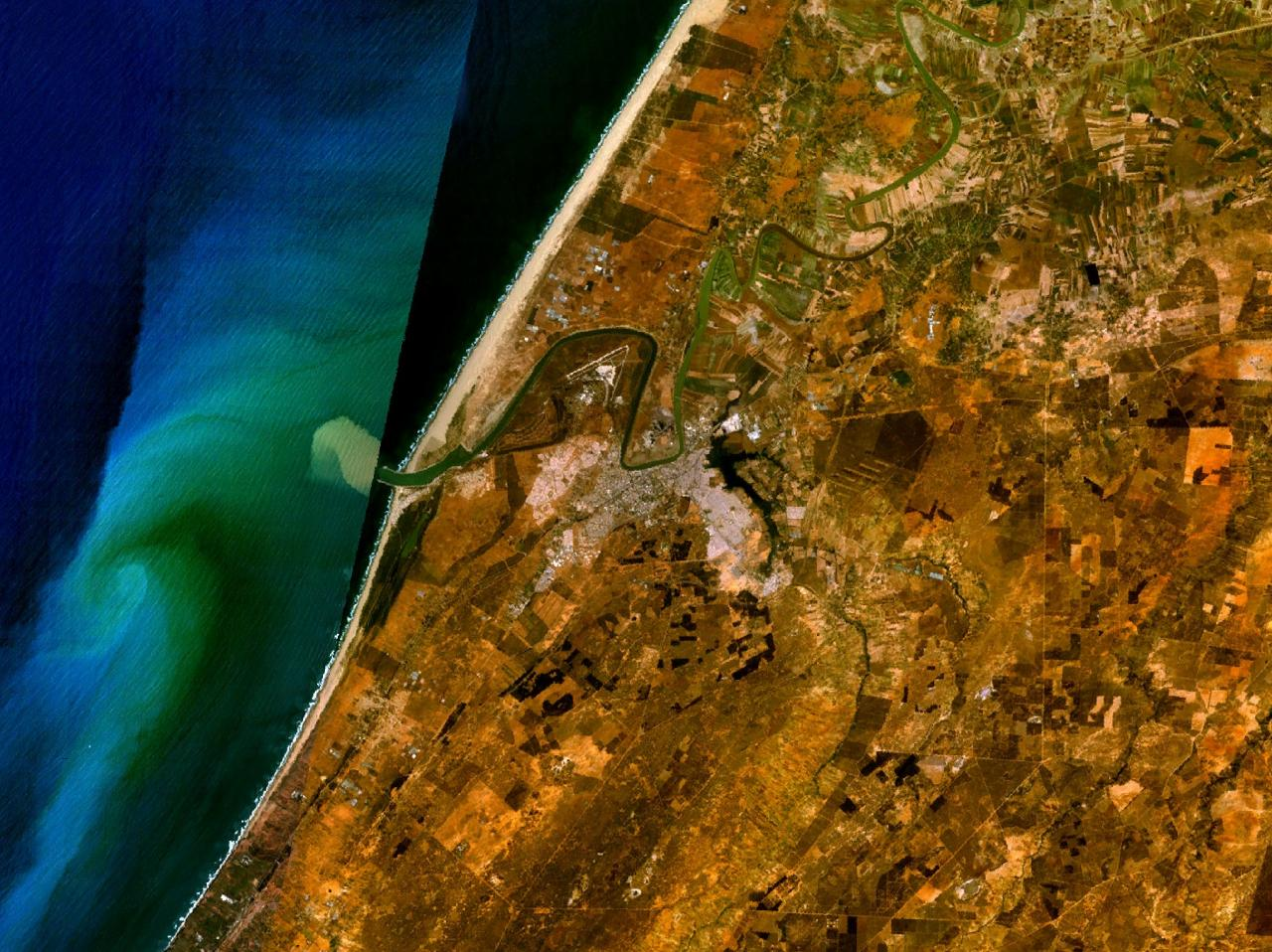
صورة من الأقمار الصناعية لمدينة قنيطرة ونواحيها

سهل الغرب هو سهل ساحلي يقع في الشمال الغربي للمملكة المغربية، وهو سهل فيضي يتميز بالانبساط، غمرته الرواسب الطينية والغرينية التي حملها نهر سبو ورافده، مناخه متوسطي رطب شتاءا وجاف صيفا، يتأثر بقربه من المحيط. يحده شمالا وشرقا سفوح كتلة جبال الريف، وجنوبا الهضبة الوسطى وغربا المحيط الأطلسي. يشكل نهر سبو أهم مصدر للمياه السطحية بسهل الغرب، كما يتوفر على احتياطي مهم من المياه الباطنية يقدر ب 900 مليار متر مكعب، غير أنها تتأثر بالقرب من المحيط مما يجعلها مالحة وغير مؤهلة للاستعمال.
تتوفر منطقة سهل الغرب على ماشية مهمة ومتنوعة، تفوق المليون رأس. ويُعد سهل الغرب من أخصب المناطق الزراعية في المغرب، كما أنه يشكل 16% من المساحات المروية في البلاد. تنتج المنطقة الأرز والسكر (قصب وشمندر) والتبغ، المروية من قبل مجموعة من القنوات. كما تتوفر على المناطق المشجرة والصناعة المرتبطة بها. وتعرف هذه المنطقة زراعة كثيفة للفواكه الحمراء كالفراولة والانواع الأخرى من التوت التي تصدر لأكثر من ثلاثين دولة.
ويضم السهل مدن القصر الكبير، سيدي قاسم، سيدي سليمان والقنيطرة، عاصمة جهة الغرب شراردة بني حسن . تعبر هذا السهل شبكة السكك الحديدية المغربية وتربط مدينة سيدي قاسم تقليديا بين سيدي يحيى الغرب ومشرع بلقصيري. وسهل الغرب هي أرض قبائل بني احسن، وسفيان، وبني مالك، والخلط، والشراردة.